# Taurano
Taurano é uma comuna italiana da região da Campania, província de Avellino, com cerca de 1.538 habitantes. Estende-se por uma área de 9 km², tendo uma densidade populacional de 171 hab/km². Faz fronteira com Lauro, Monteforte Irpino, Moschiano, Pago del Vallo di Lauro, Visciano (NA).

## Demografia
| Variação demográfica do município entre 1861 e 2011                               |
|                                                                                   |
| Fonte: Istituto Nazionale di Statistica (ISTAT) - Elaboração gráfica da Wikipedia |